# Yoshitaka Egawa
Yoshitaka Egawa (江川嘉孝?, Egawa Yoshitaka; Aizubange, 20 dicembre 1942 – Kisarazu, 26 dicembre 2024) è stato un cestista giapponese.

## Carriera
Con il Giappone partecipò ai Giochi olimpici di Tokyo 1964 e a due Campionati del mondo (1963, 1967).